# Масько, Богдан Николаевич
Богда́н Никола́евич Масько́ (укр. Богдан Миколайович Масько) — украинский военнослужащий, младший сержант, участник российско-украинской войны. Герой Украины (2025).

## Биография
Богдан Масько служит в 38-й отдельной бригаде морской пехоты Военно-морских сил Украины. Во время боёв в Херсонской области он четыре раза получал боевые ранения, но продолжал выполнять поставленные задачи. В Донецкой области занимался аэроразведкой и корректировал артиллерийский и миномётный огонь.

## Награды
- Звание «Герой Украины» с вручением ордена «Золотая Звезда» (14 марта 2025) — за личное мужество и героизм, проявленные в защите государственного суверенитета и территориальной целостности Украины, верность военной присяге[1].
- Орден «За мужество» III степени (4 июля 2024) — за личное мужество и самоотверженные действия, проявленные в защите государственного суверенитета и территориальной целостности Украины, верность военной присяге[2].